# Santiago Cortés (labdarúgó)
Santiago Cortés Méndez (1945. január 19. – 2011. július 25.) salvadori válogatott labdarúgó.

## Pályafutása

### Klubcsapatban
Pályafutása során egyetlen klubcsapatban az Atlético Martéban szerepelt.

### A válogatottban
1961 és 1970 között szerepelt a salvadori válogatottban. Részt vett az 1970-es világbajnokságon, ahol két csoportmérkőzésen lépett pályára.

## Sikerei, díjai
Atlético Marte
- Salvadori bajnok (2): 1969, 1970